# Aeroport de Copenhaguen

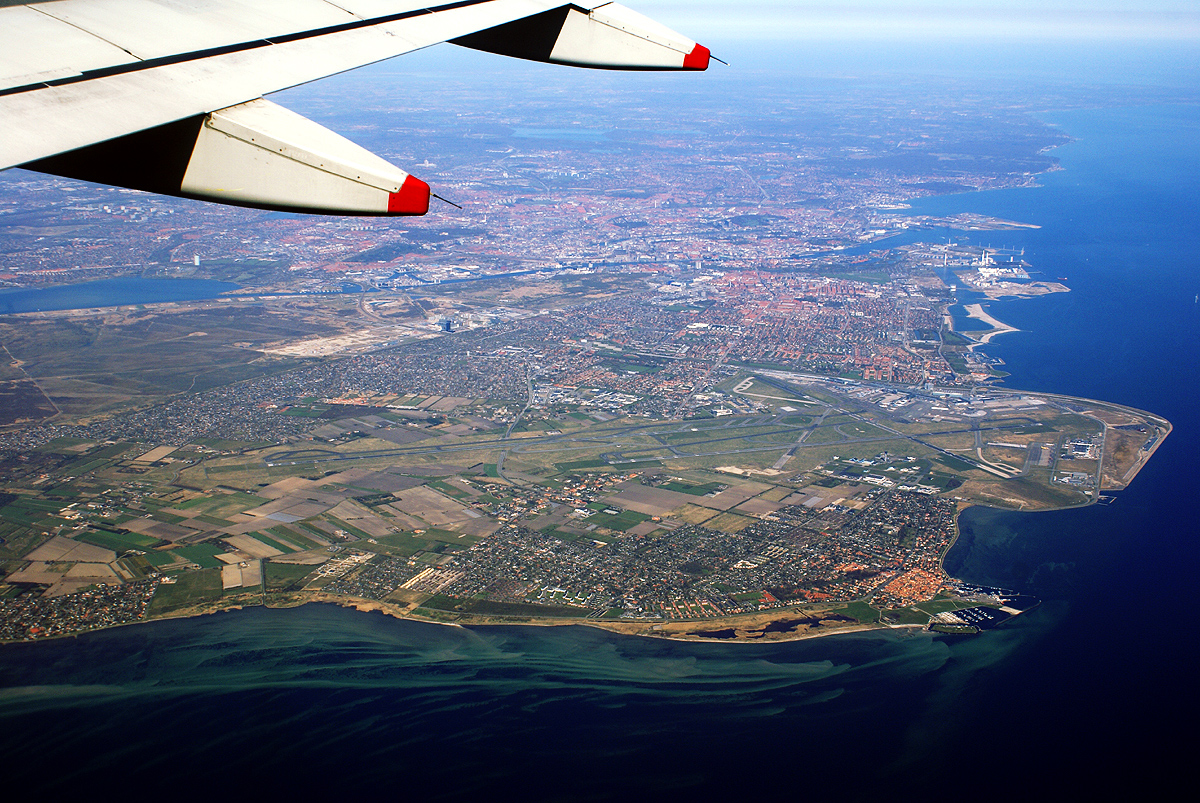
Aeroport de Kastrup, Copenhaguen

L'aeroport de Copenhaguen, Kastrup, (danès: Københavns Lufthavn, Kastrup) (codi IATA: CPH, codi OACI: EKCH), situat a l'illa d'Amager, 8 km (5 mi) al sud del centre de la ciutat de Copenhaguen, i 24 km (15 mi) a l'oest del centre de la ciutat de Malmö via el Pont de l'Øresund, entre els municipis de Tårnby i de Dragør, és l'aeroport de la ciutat de Copenhaguen i el més gran de Dinamarca. També és un dels aeroports més ben equipats i amb més trànsit aeri d'Escandinàvia.
L'any 2016 va registrar un nou record anual de passatgers de 29.043.287, amb una mitjana diària de més de 79.500, i un increment de passatgers respecte a l'any anterior d'un 9,1%. El tràfic domèstic va ser de 1.710.868 passatgers (increment de 6.1% respecte l'any 2015) i l'internacional de 27.332.419 (increment de 9,34% respecte l'any 2015).

## Història
- Es va inaugurar el 20 d'abril de 1925 i va ser un dels primers aeroports civils del món. Consistia en una gran i impressionant terminal, construïda de fusta, un parell d'hangars, una etapa d'aterratge d'hidroavions i alguns prats d'herba que podien ser utilitzats com a pistes d'aterratge. Les ovelles mantenien curta l'herba de les pistes d'aterratge, les quals eren allunyades abans d'enlairaments i aterratges. Des de l'any 1932 fins al 1939,les operacions es van incrementar de 6.000 a 50.000 i el nombre de passatgers fins als 72.000. Entre el 1936 i el 1939 es construeix una nova terminal, sis vegades més gran que l'antiga, construïda per l'arquitecte Vilhem Lauritzen, que va ser considerat un arquitecte pioner, no només en termes arquitectònics i de construcció, sinó també de servei i comoditat dels passatgers.[2]

- Durant els anys de la Segona Guerra Mundial, l'aeroport va romandre tancat a les operacions civils, a excepció dels vols periòdics a destins com Suècia, Alemanya i Àustria. A l'estiu del 1941 es construeix la primera pista de superfície dura, de 1400 metres de llarg per 65 metres d'ample. Al finalitzar la Segona Guerra Mundial, el maig de 1945, l'aeroport de Copenhaguen era un dels aeroports internacionals més moderns d'Europa, pel fet de no quedar afectat per actes de guerra. L'aeroport esdevingué intercontinental l'any 1946. L'American Overseas Airlines i la Scandinavian Airlines System fundada l'1 d'agost de 1946, van començar a operar amb vols regulars cap als EUA. El 1948, l'aeroport va ser el tercer més gran d'Europa, amb més de 150 enlairaments i aterratges diaris i gairebé 300.000 passatgers. L'any 1954 es va iniciar el primer vol polar entre Los Angeles i Copenhaguen. El nombre de passatgers va assolir la xifra de 700.000, -la qual cosa va requerir noves instal·lacions automàtiques de tractament d'equipatges. El mateix any, es van tractar i manipular fins a 11.000 tones de càrrega i correu. El 1956, l'aeroport va atendre a un milió de passatgers. Es va posar en marxa un programa d'expansió global per fer de l'aeroport de Copenhaguen el més modern del món. Les pistes es van allargar i dotar amb equips de tecnologia avançada. Pel 10 de maig de 1960, es va inaugurar la nova terminal de l'aeroport (ara Terminal 2). La gran i nova terminal de l'aeroport aviat es va quedar petita, i el 1969 es va posar en marxa un altre gran programa d'expansió. El trànsit nacional es va traslladar a una nova terminal domèstica (la part oriental de la Terminal 1). La (actual) terminal internacional es va complementar amb un nou moll (C) i una Terminal d'arribades separada (l'edifici entre les Terminals 2 i 3). Una nova torre de control i 3.600 metres de pistes d'aterratge addicionals van permetre enlairaments i aterratges de forma simultània. Quan l'expansió global es va completar el 1972, el nombre d'enlairaments i aterratges va superar el nombre de 180.000 i hi va haver més de vuit milions de passatgers.[3]

- Al llarg de la dècada de 1970, el tràfic aeri va continuar creixent, però l'aeroport no es va ampliar. Un nou gran aeroport a l'illa de Saltholm (amb un pont que connecta a Dinamarca i a Suècia) estava a la taula de dibuix. Seria una gran inversió, i la proposta va ser avaluada a fons per molts experts. El 1980, però, el Parlament danès va decidir per contra, ampliar la capacitat de l'aeroport de Copenhaguen a 20-22 milions de passatgers per a l'any 2000. Aquesta solució era molt més econòmica que la construcció d'un nou aeroport i com que els nous tipus d'avions eren menys sorollosos, un aeroport a Saltholm no oferia un benefici ambiental que fos decisiu. L'ampliació de l'aeroport es va iniciar el 1982, després del necessari període de planificació. La intenció no era construir l'aeroport més gran d'Europa, sinó construir l'aeroport favorit dels passatgers en trànsit. Una estada a l'aeroport se suposa que és una part integral de l'experiència de viatge. L'eficiència i la precisió eren demandes òbvies, però també es va focalitzar en la generació d'un oasi on els viatgers internacionals es poguessin relaxar: bella arquitectura, disseny escandinau, i un entorn agradable, lleuger i confortable amb una gran quantitat de botigues, restaurants i altres instal·lacions que prestessin gaudi i plaer. La construcció de noves instal·lacions de càrrega es va iniciar a la zona est de l'aeroport, lluny de les terminals de passatgers. Una sèrie d'importants projectes de construcció es va completar el 1998: un moll que connecta les terminals nacional i internacional, una nova terminal d'arribades, noves i modernes instal·lacions de manipulació d'equipatge, una estació de metro amb dos grans aparcaments subterranis i per sobre de tot la Terminal en forma de delta àmplia i impressionant (Terminal 3). La primera etapa del nou moll D es va completar a la primavera de 1999.[4]

- L'1 de juliol de 2000 s'obre una nova connexió d'autopista i ferrocarril entre l'aeroport de Copenhaguen i Suècia. Els nombrosos passatgers de Suècia i Dinamarca ara venen a l'aeroport en cotxe, autobús o tren. L'any 2006, l'aeroport supera per primera vegada en la seva història la xifra de 20 M de passatgers. L'octubre de 2007, es va obrir un nou servei de metro a l'aeroport. Copenhaguen Airports A/S va construir una estació de metro integrat en el complex de la terminal perquè els passatgers puguin anar caminant des de l'estació de metro a les Terminals sense haver de sortir a l'aire lliure. El viatge des de l'aeroport fins al centre de Copenhaguen triga 14 minuts. El 31 d'octubre de 2010, Copenhaguen Aeroports va inaugurar CPH Go, una instal·lació de baix cost construïda com una part integrada de l'aeroport existent, el que significa que els passatgers que viatgen cap i des de CPH Go tindran accés als mateixos serveis i instal·lacions que els passatgers de les altres línies aèries, incloent un fàcil accés al transport públic i una àmplia gamma de botigues, bars i restaurants. easyJet va ser la primera aerolínia en traslladar tot el seu trànsit a CPH Go. CPH Go va ser dissenyat i planificat en col·laboració amb les companyies de baix cost i compleix amb els requisits especials de funcionament d'aquestes línies aèries. La nova instal·lació és moderna i diferent en la seva arquitectura i disseny, però amb clares referències arquitectòniques i de disseny a les de la resta de l'aeroport.[5]

## Terminals
L'aeroport de Copenhaguen té dues Terminals, la Terminal 2 i 3, les quals gestionen tots els vols i comparteixen una sala d'espera comuna de passatgers, així com la secció d'arribades que alberga la duana i l'àrea de recollida d'equipatge i que es troba físicament a la Terminal 3. La secció més recent, CPH Go, dedicada a aerolínies de baix cost va obrir l'octubre de 2010. Fins al moment, EasyJet, Transavia i Ryanair són les úniques aerolínies que operen des d'aquest centre, al qual s'accedeix des de la Terminal 3. Anteriorment tots els vols domèstics sortien de la Terminal 1, però des del 29 de març de 2015, totes sortides s'han fet des de les Terminals 2 i 3.
L'1 de desembre de 2015, va aterrar per primer cop a l'aeroport de Copenhaguen un Airbus 380 operat per Emirates Airlines. És la primera vegada que una aeronau d'aquest tipus ha operat un servei programat des d'un aeroport escandinau -en aquest cas, una ruta entre Copenhaguen i Dubai. L'Airbus A380 pot acomodar 615 passatgers en el seu fuselatge de dos pisos. L'avió té una envergadura de 80 metres i de 73 metres de llarg.

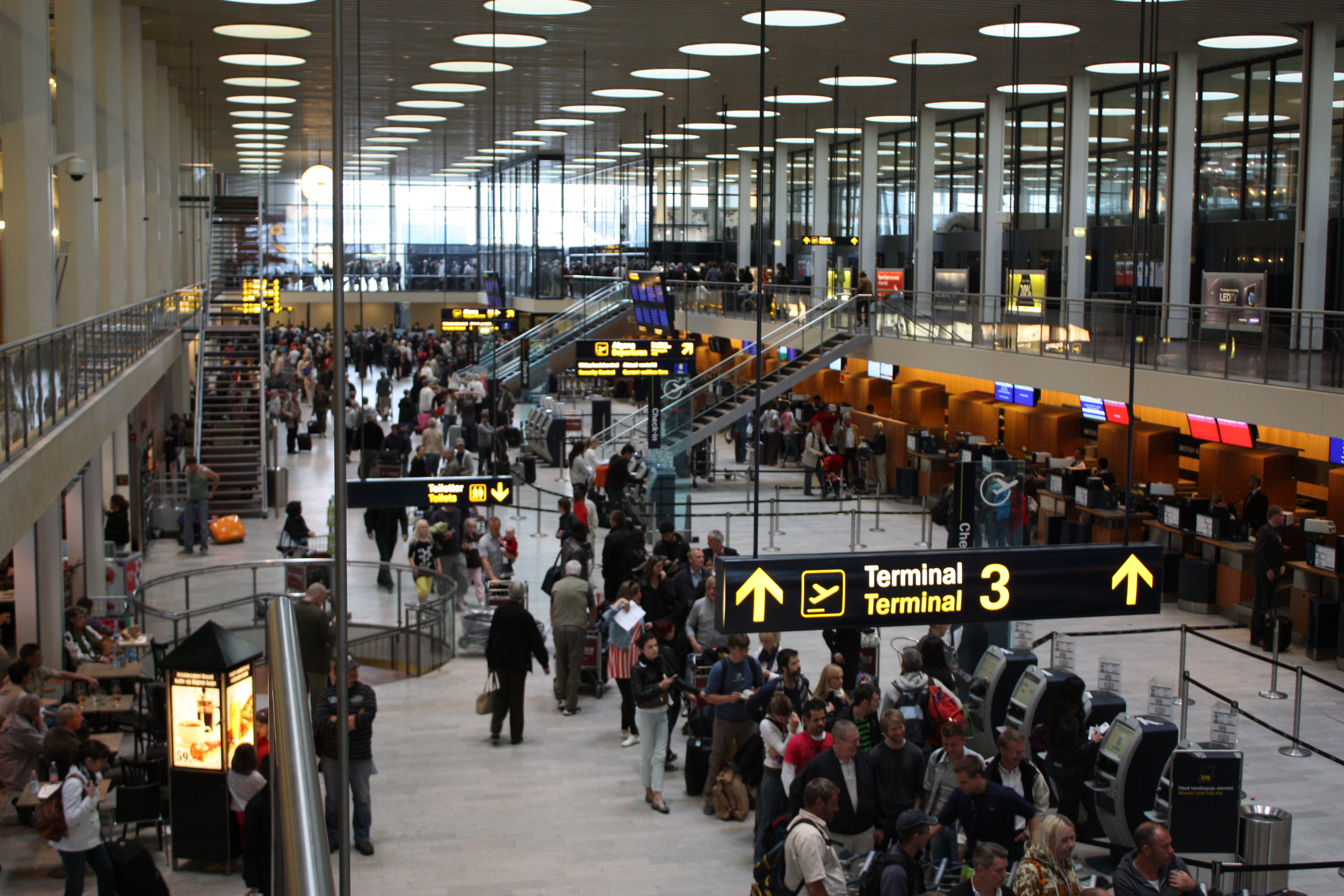
Taulells de facturació a la Terminal 2
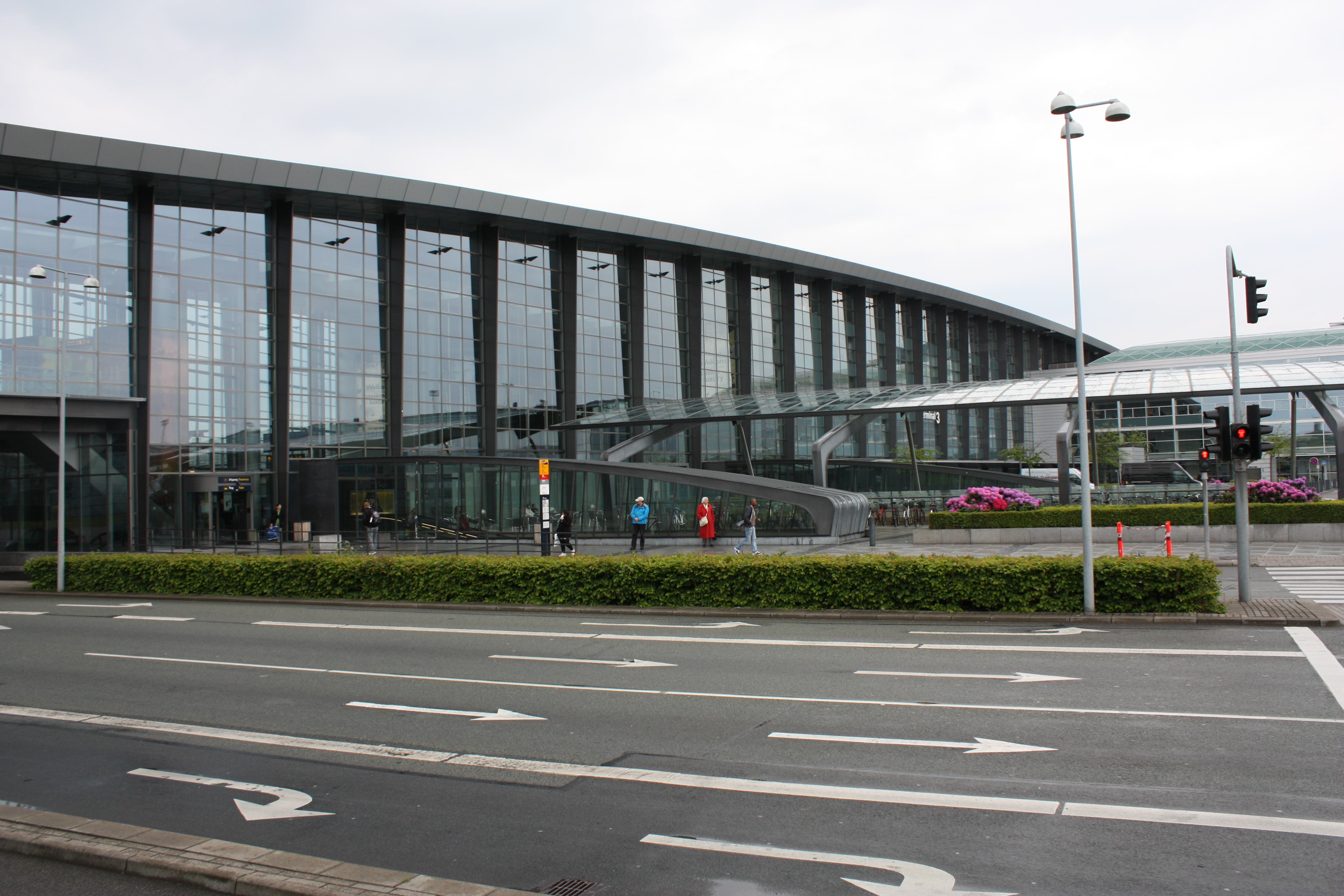
Exterior de la Terminal 3
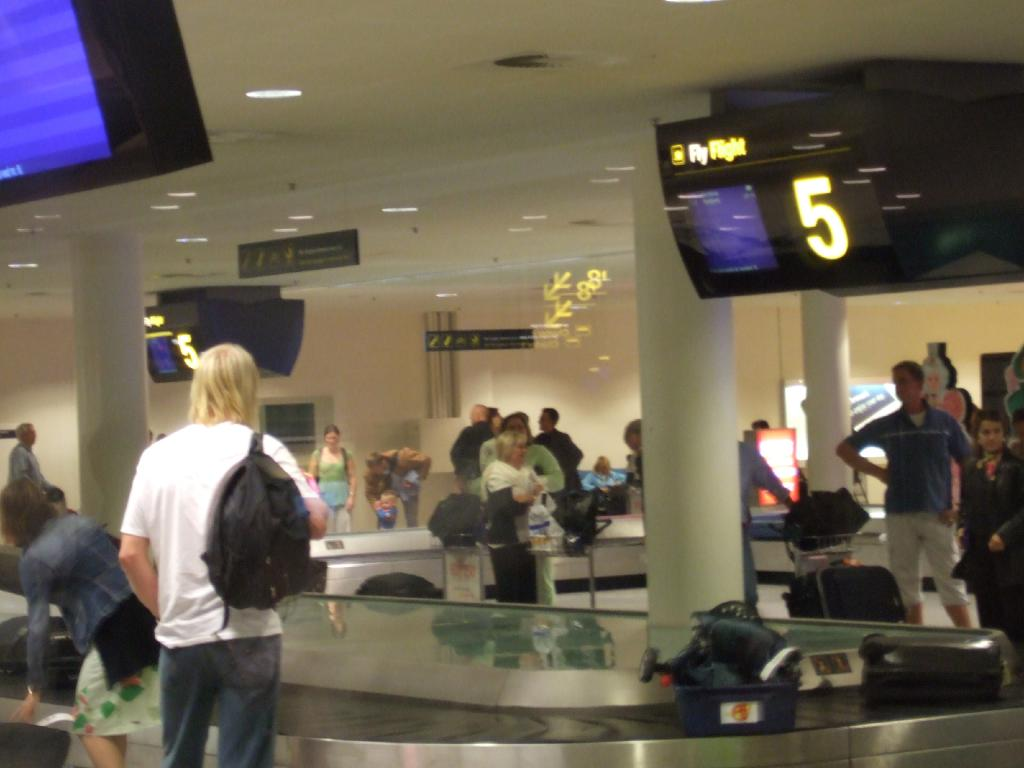
Recollida d'equipatges a la Terminal 3

## Pistes

Mapa de Terminals i pistes.

L'àrea de l'aeroport, d'aproximadament 11,8 quilòmetres quadrats, es divideix en quatre seccions geogràfiques - nord, sud, est i oest. A l'àrea Nord hi ha les dues terminals de passatgers amb estacions de tren i metro, aparcaments, el SAS Cargo Centre i les instal·lacions tècniques de SAS amb quatre grans hangars. L'Àrea Nord és el sector clau per al trànsit de passatgers. Aquí es troben les terminals 2 i 3, instal·lacions per a passatgers, centre comercial, restaurants, etc. Aquesta és també la ubicació de les finestretes, oficines d'aerolínies i agències de viatges, companyies de lloguer de cotxes, aparcaments de diversos pisos, estació de tren, amb connexions als centres de Copenhaguen, Dinamarca, i Malmö (Suècia) i el metro amb connexió al centre de la ciutat de Copenhaguen. El Hilton Copenhagen Airport Hotel, de 5 estrelles, està situat just davant de la Terminal 3.
Enlairaments - Percentatge d'ús
| Pista | % ús 2016 | % ús 2015 |
| ----- | --------- | --------- |
| 22L   | 3,5%      | 3,2%      |
| 22R   | 60,4%     | 70,1%     |
| 04L   | 0,3%      | 0,2%      |
| 04R   | 35,3%     | 22,8%     |
| 30    | 0,1%      | 0,2%      |
| 12    | 0,4%      | 3,5%      |

Aterratges - Percentatge d'ús
| Pista | % ús 2016 | % ús 2015 |
| ----- | --------- | --------- |
| 22L   | 60,5%     | 55,2%     |
| 22R   | 0,7%      | 2,4%      |
| 04L   | 33,1%     | 26,0%     |
| 04R   | 2,3%      | 1,0%      |
| 30    | 2,6%      | 12,6%     |
| 12    | 0,8%      | 2,6%      |

### Nombre anual de passatgers

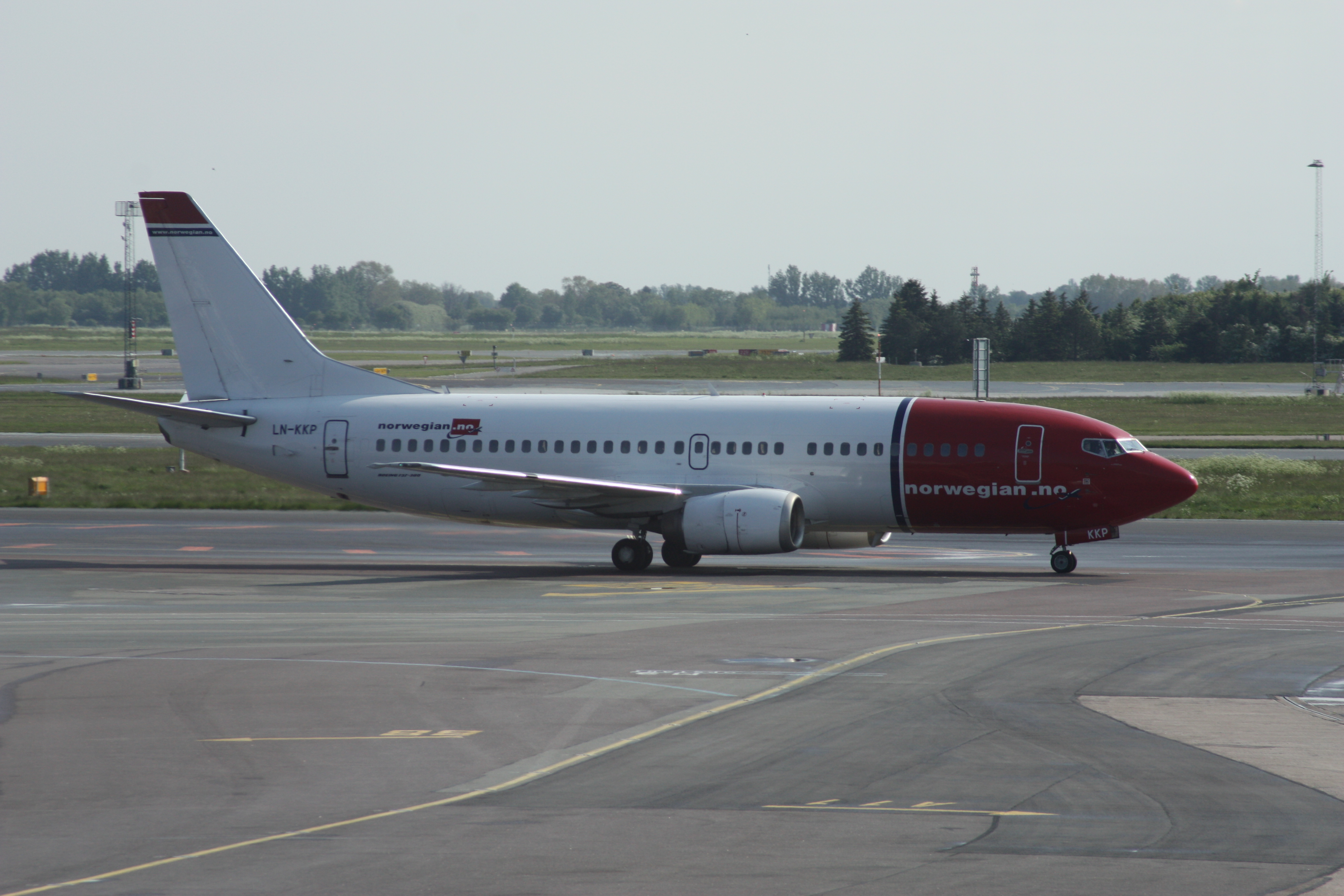
Norwegian Air Shuttle Boeing 737-300 rodant a l'aeroport de Copenhaguen

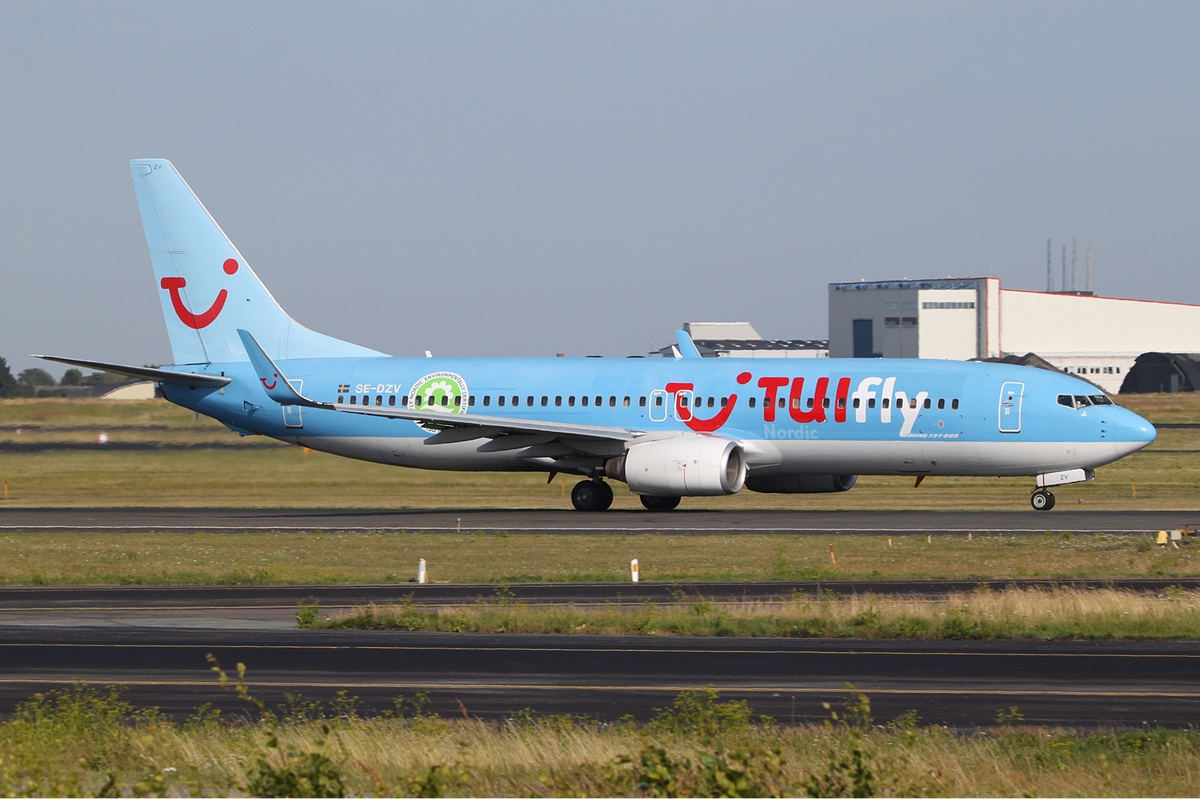
TUIfly Nordic Boeing 737-800 rodant a l'aeroport de Copenhaguen

## Estadístiques

### Destins - Top 10

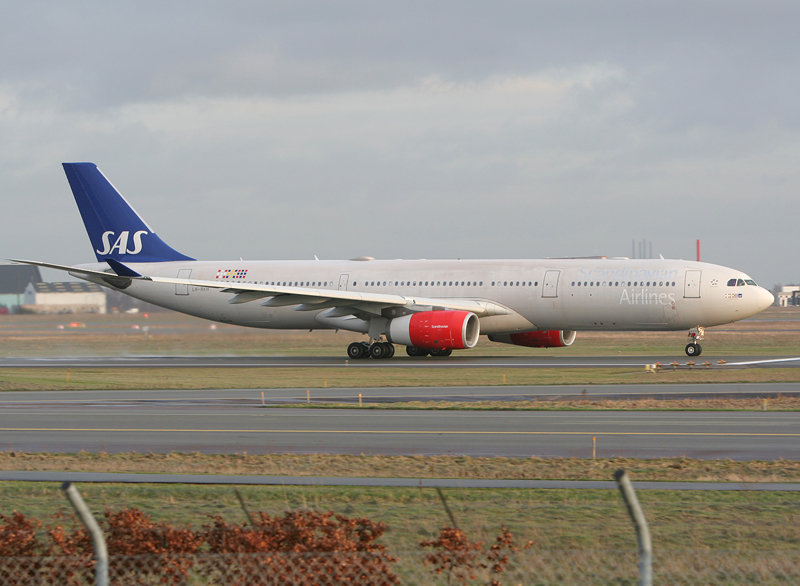
Scandinavian Airlines Airbus A330-300 rodant a l'aeroport de Copenhaguen per l'enlairament

| Destí     | Aeroport(s)                                                                             | Passatgers |
| --------- | --------------------------------------------------------------------------------------- | ---------- |
| Londres   | Aeroport de Londres-Gatwick, Aeroport de Londres-Heathrow, Aeroport de Londres-Stansted | 2,500,978  |
| Estocolm  | Arlanda Airport                                                                         | 1,584,995  |
| Oslo      | Aeroport d'Oslo-Gardermoen, Sandefjord Airport                                          | 1,519,437  |
| Amsterdam | Aeroport d'Amsterdam-Schiphol                                                           | 974,830    |
| París     | Aeroport de París-Charles de Gaulle, Aeroport de París-Orly                             | 928,405    |
| Aalborg   | Aeroport d'Aalborg                                                                      | 889,635    |
| Hèlsinki  | Aeroport de Hèlsinki-Vantaa                                                             | 793,112    |
| Berlín    | Aeroport de Berlín-Tegel, Aeroport de Berlín-Schönefeld                                 | 681,913    |
| Frankfurt | Aeroport de Frankfurt                                                                   | 662,305    |
| Milà      | Aeroport de Milà-Linate, Aeroport de Milà-Malpensa                                      | 569,670    |

## Transports

### Autobusos
Hi ha diverses línies d'autobús des de i cap al centre de la ciutat de Copenhaguen. També hi ha autobusos gratuïts que passen amb freqüència entre les terminals de l'aeroport de Copenhaguen.
Línia 5A
Aeroport de Copenhaguen - Husum Torv
Aeroport Internacional - Skottegårdsskolen - Estació Central Sundbyvester Plads- Amagerbro St.- - Rådhuspladsen - NÃ¸rreport st. - Nørrebro st. - Bellahøj - Husum Torv
També circula de nit.
Línia 35
L'aeroport Internacional - DR Byen St.
L'aeroport Internacional - L'aeroport de East - A. P. Møllers Alle - Stationsplads Dragør - Botiga Magleby - Tommerup - Amagerhallen - Sundbyvester Plads - Irlandsvej - Dr. Byen St.
Línia 36
L'aeroport Internacional - Nøragersmindevej
L'aeroport Internacional - Korsvejens Skole - Tårnby st. - Nøragersmindevej
La informació sobre els temps de funcionament de totes les línies d'autobús de la DOT: www.dinoffentligetransport.dk
Altres autobusos a Dinamarca i Suècia
Línia 888
Aeroport de Copenhaguen - Aarhus
La informació sobre els temps d'operació: www.abildskou.dk
Línia 999 
Gråhundbus
La informació sobre els temps d'operació: www.graahundbus.dk
Aeroport de Copenhaguen - Suècia
La informació sobre els temps d'operació: www.eurolines.dk Arxivat 2017-08-29 a Wayback Machine.
Swebus Express: www.swebusexpress.dk
Nettbuss Express: www.nettbuss.se
Altres indicacions.
A la Terminal 2, els passatgers només tenen servei de baixada.
A la Terminal 3, hi ha servei tant com de recollida com de baixada de passatgers (i aparcament d'1 hora).
S'han de seguir les instruccions del personal de l'aeroport en aquestes zones.
Autobusos entre Terminals
Aquests autobusos van des del pàrquing P1 a les terminals 2 i 3 i a l'estació de tren a la Terminal 3 i als aparcaments P15 i P17.
Els autobusos funcionen:
De 07.00 - 18.00: Cada 10 minuts.
De les 04.30 - 07.00 i de les 18.00 - 23.30: Cada 15 minuts.
De les 23.30 a les 04.30: Cada 20 minuts.

### Tren
Els trens regionals i interurbans connecten l'aeroport amb Dinamarca i el sud de Suècia. La finestreta es troba a la Terminal 3, just a damunt de l'estació de tren. Els bitllets de tren i de metro es poden comprar a les finestretes del DSB Øresund a la Terminal 3. També podrà comprar diversos tipus de bitllets (per a l'àrea metropolitana) en les màquines expenedores de bitllets habilitades a l'efecte. Tingueu en compte que no es poden comprar bitllets en el tren i que es corre el risc de ser multat sense disposar d'un bitllet vàlid.
Per a més informació, visiteu:
- DSB
- SJ
- Øresundstog
- DOT - El teu transport públic Arxivat 2017-03-24 a Wayback Machine.

### Metro
L'estació de metro és una extensió coberta de la Terminal 3. El metro funciona a intervals de 4-6 minuts durant el dia i al vespre, a intervals de 15-20 minuts a la nit. Es triguen 15 minuts de l'estació de Nørreport a l'aeroport. (Línia M2)
Bitllets
Els bitllets per al metro es poden comprar a l'estació i a les finestretes de la DSB a la Terminal 3. Recordeu que les màquines expenedores no accepten bitllets, només monedes i targetes de crèdit com Dankort, Visa, etc.
Autoservei per a imprimir targetes d'embarcament i etiquetes per a maletes.
A l'estació de metro -al final de la Terminal 3- l'aeroport compta amb dues màquines d'autoservei on es poden imprimir targetes d'embarcament i etiquetes de maletes. Totes les línies aèries importants estan connectades a aquestes màquines d'autoservei. Per a més informació, visiteu el lloc web de Metro.

### Per carretera
L'autopista E20 passa just al costat de l'aeroport. L'E20 passa per la carretera de peatge del pont d'Oresund destí a Suècia. L'aeroport compta amb 8.600 places d'aparcament. Els clients poden reservar la seva plaça d'aparcament en línia, visitant el següent lloc web de l'aeroport de Copenhaguen.